# Zoanthus sociatus
Zoanthus sociatus är en korallart som först beskrevs av Ellis och Daniel Solander 1786.  Zoanthus sociatus ingår i släktet Zoanthus och familjen Zoanthidae. Inga underarter finns listade i Catalogue of Life.